# Mariánská kasárna
Mariánská kasárna (dříve Ferdinandova kasárna) v Českých Budějovicích jsou od 1. 2. 2005 nemovitou kulturní památkou. Kasárna byla postavena v letech 1843–1844 na Mariánském náměstí, resp. na rohu Pražské a Husovy třídy, v pozdně klasicistním slohu podle plánů stavitele Josefa Sandnera. Jedná se o dvoupatrovou, dvoukřídlou budovu ve tvaru „L“. Stavbu nechali postavit českobudějovičtí právováreční měšťané, aby se zbavily povinnosti ubytovávat a živit vojáky ve svých domech; kasárna pak pronajali státu.

## Sídlo 91. pěšího pluku

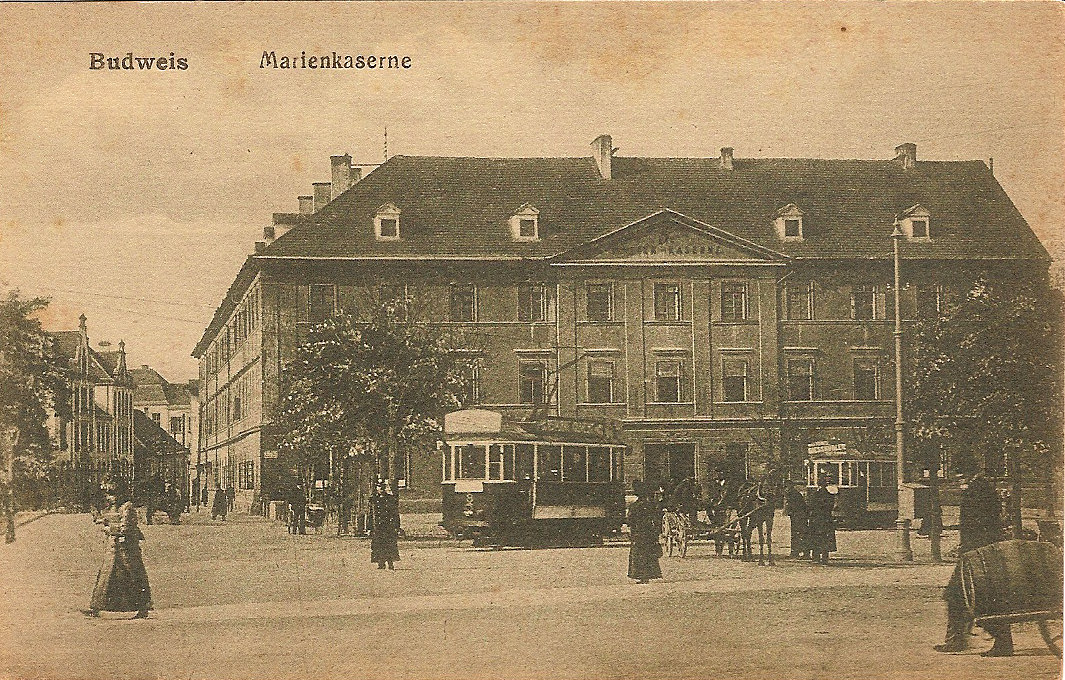
Mariánská kasárna počátkem 20. století

V letech 1883–1918 v kasárnách sídlil 91. pěší pluk. Byla zde posádková věznice; do roku 1901 se na dvoře popravovalo. Dne 11. 3. 1901 zde byl popraven pěšák 75. pěšího pluku, který v kasárnách v Třeboni zákeřně zavraždil (zastřelil) kvůli malichernému sporu poddůstojníka a byl kvůli tomu odsouzen k trestu smrti provazem. V roce 1905 byl v kasárnách pro své antimilitaristické postoje vězněn básník Fráňa Šrámek. V roce 1915 zde narukoval k 91. pluku spisovatel Jaroslav Hašek, který odsud s tímto plukem odjel na frontu; jeho pobyt v této budově připomíná památkově chráněná pamětní deska; v této budově se odehrává rozhovor mezi Švejkem a jednoročním dobrovolníkem Markem z Osudů dobrého vojáka Švejka. Vojenskou službu u 91. pěšího pluku vykonávali též Vinzenz Sagner, Jan Evangelista Eybl, Gustav Jungbauer, Jan Rafael Schuster a další.

## Využití kasáren v letech 1918–1989
Po roce 1918 kasárny nesly jméno plukovníka Švece; nazývaly se Švecovy kasárny a byl zde náhradní prapor pěšího pluku 1. Ve 30. letech 20. stol. zde bylo velitelství 5. automobilní roty a škola pro výchovu poddůstojníků dělostřelectva z povolání. Během okupace Československa Německem byly kasárny obsazeny německou armádou. Po roce 1950 byla kasárna přejmenována na Kasárny Jana Švermy. V letech 1957–1959 zde vykonával vojenskou základní službu pozdější prezident Václav Havel.

## Osudy budovy po roce 1989
V posledním desetiletí 20. stol. přestaly kasárny sloužit původnímu účelu. Po roce 2010 byla budova stavebně upravena (adaptována) pro jiné využití. V přízemí jsou obchody, služby, restaurace a galerie Mariánská. V budově jsou též rezidenční byty a parkoviště.

## Externí odkazy

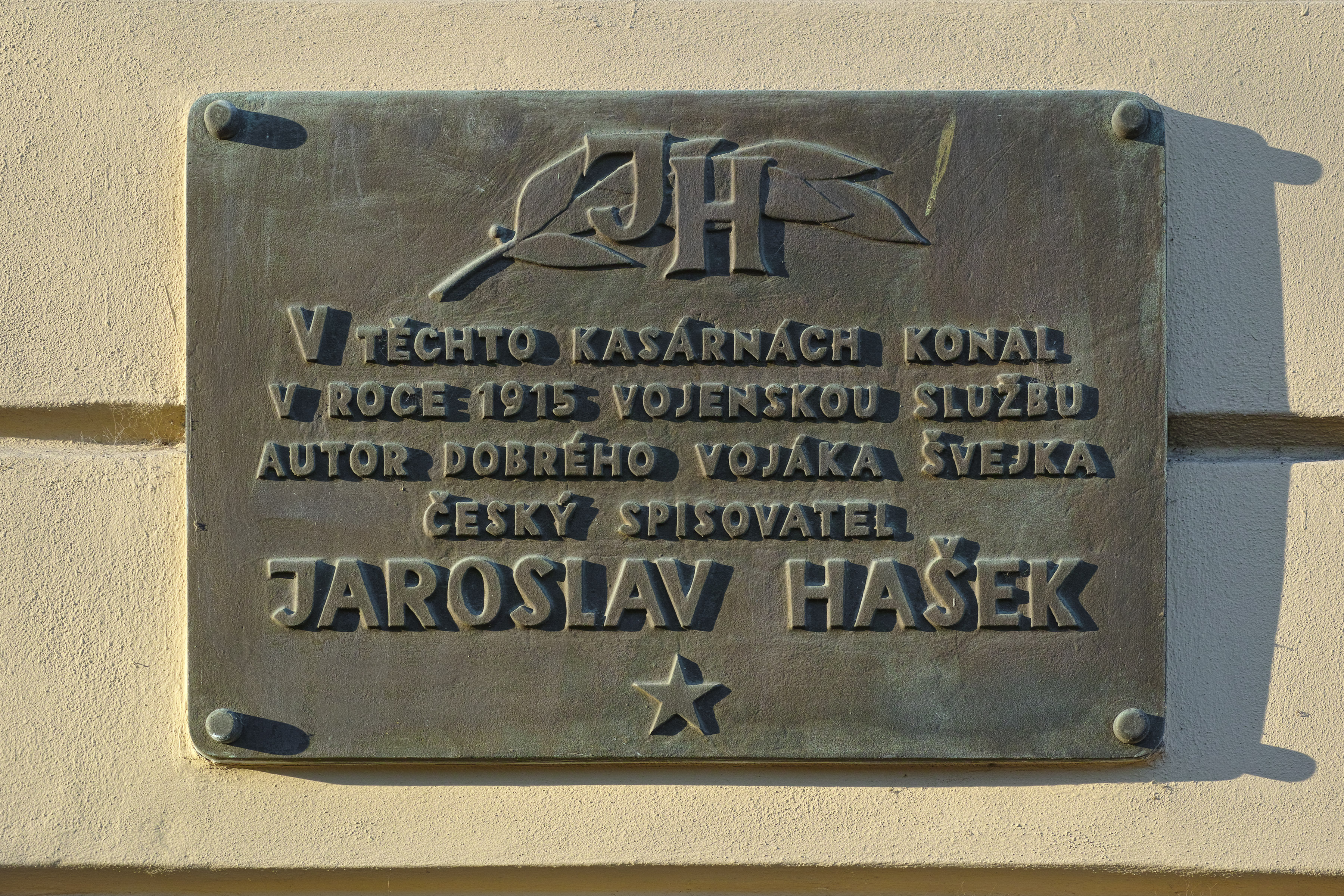
Pamětní deska Jaroslava Haška